# بهنموه
قرية بهنموه هي إحدى القرى التابعة لمركز أهناسيا في محافظة بني سويف في جمهورية مصر العربية. حسب إحصاءات سنة 2006، بلغ إجمالي السكان في بهنموه 1637 نسمة، منهم 828 رجل و809 امرأة.